# Новотроицкий сельский совет (Ореховский район)
Новотроицкий сельский совет (укр. Новотроїцька сільська рада) — входит в состав
Ореховского района
Запорожской области
Украины.
Административный центр сельского совета находится в 
с. Новотроицкое.

## История
- 1921 — дата образования.

## Населённые пункты совета
- с. Новотроицкое
- с. Блакитное
- с. Весёлое
- с. Жёлтая Круча
- с. Новорозовка
- с. Славное